# Гейтуэй (Флорида)
Гейтуэй (англ. Gateway) — статистически обособленная местность, расположенная в округе Ли (штат Флорида, США) с населением в 2943 человека по статистическим данным переписи 2000 года.

## География
По данным Бюро переписи населения США, статистически обособленная местность Гейтуэй имеет общую площадь в 22,79 квадратных километров, из которых 22,27 кв. километров занимает земля и 0,52 кв. километров — вода. Площадь водных ресурсов округа составляет 2,28 % от всей его площади.
Статистически обособленная местность Гейтуэй расположена на высоте 7 м над уровнем моря.

## Демография
По данным переписи населения 2000 года, в Гейтуэe проживало 2943 человека, 952 семьи, насчитывалось 1114 домашних хозяйств и 1322 жилых дома. Средняя плотность населения составляла около 129,14 человека на один квадратный километр. Расовый состав населённого пункта распределился следующим образом: 94,6 % белых, 2,1 % — чёрных или афроамериканцев, 0,14 % — коренных американцев, 1,53 % — азиатов, 0,88 % — представителей смешанных рас, 0,78 % — других народностей. Испаноговорящие составили 19,26 % от всех жителей статистически обособленной местности.
Из 1114 домашних хозяйств в 33,9 % воспитывали детей в возрасте до 18 лет, 80,6 % представляли собой совместно проживающие супружеские пары, в 3,5 % семей женщины проживали без мужей, 14,5 % не имели семей. 11,1 % от общего числа семей на момент переписи жили самостоятельно, при этом 3,3 % составили одинокие пожилые люди в возрасте 65 лет и старше. Средний размер домашнего хозяйства составил 2,64 человек, а средний размер семьи — 2,86 человек.
Население статистически обособленной местности по возрастному диапазону по данным переписи 2000 года распределилось следующим образом: 25,1 % — жители младше 18 лет, 2,7 % — между 18 и 24 годами, 29,7 % — от 25 до 44 лет, 28,9 % — от 45 до 64 лет и 13,7 % — в возрасте 65 лет и старше. Средний возраст жителей составил 40 лет. На каждые 100 женщин в Гейтуэe приходилось 99,0 мужчин, при этом на каждые сто женщин 18 лет и старше приходилось 97,8 мужчин также старше 18 лет.
Средний доход на одно домашнее хозяйство статистически обособленной местности составил 78 705 долларов США, а средний доход на одну семью — 79 736 долларов. При этом мужчины имели средний доход в 60 054 доллара США в год против 42 083 доллара среднегодового дохода у женщин. Доход на душу населения статистически обособленной местности составил 78 705 долларов в год. ,6 % от всего числа семей в населённом пункте и 0,9 % от всей численности населения находилось на момент переписи населения за чертой бедности, при этом  из них были моложе 18 лет и 4,6 % — в возрасте 65 лет и старше.